# Мешко II
Мешко II (Мешко Ламберт; пол. Mieszko II Lambert; 990 — 10 мая 1034) — король Польши с 1025 года из династии Пястов.

## Биография

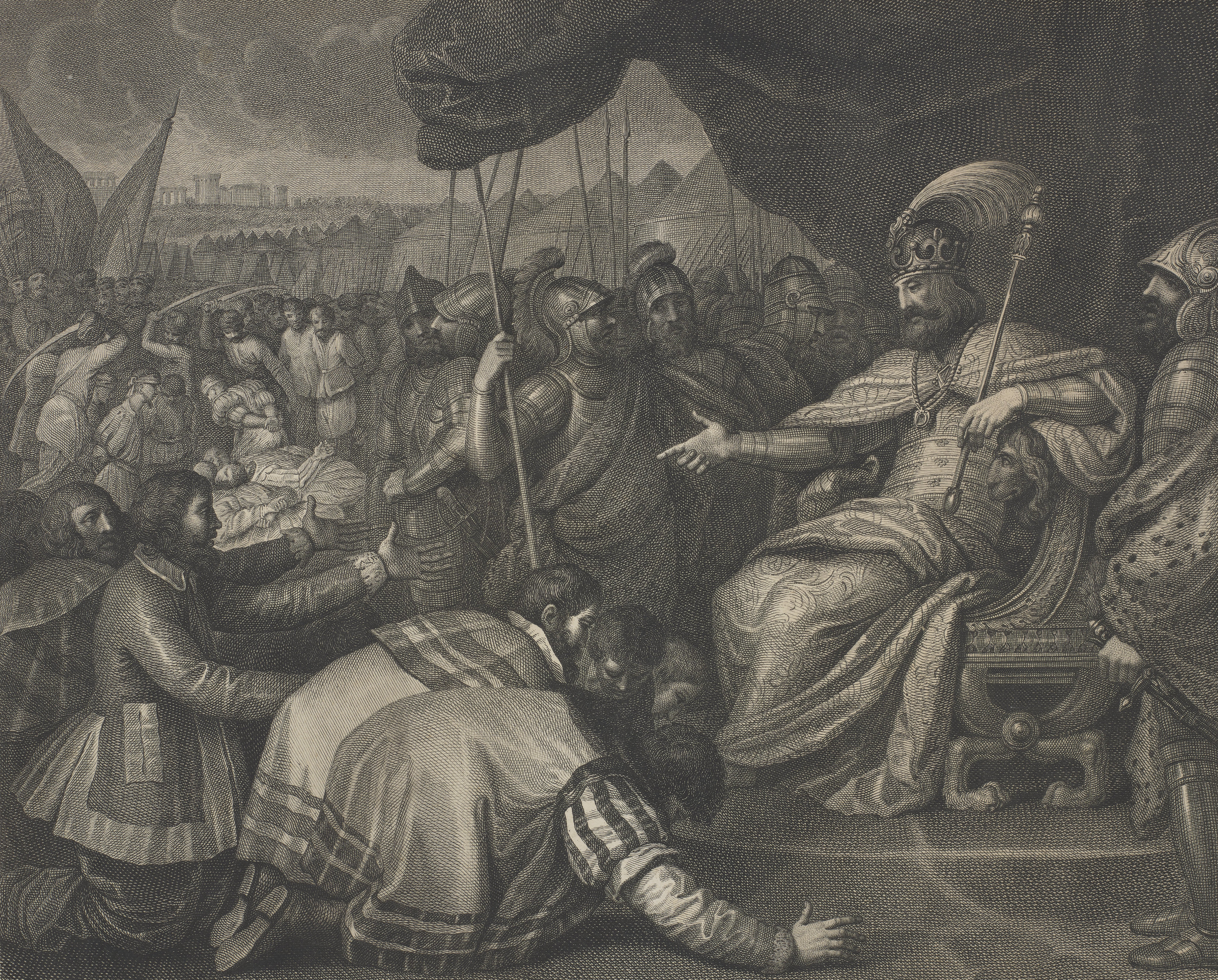
Мешко II в Померании

Мешко II, сын Болеслава Храброго и Эмнильды, дочери лужицкого князя Добромира, вступил на польский престол в условиях углубляющегося социально-политического кризиса Польши, вызванного экспансионистской политикой его отца. Польша находилась в политической изоляции, была истощена непрекращавшимися войнами, одновременно усилилась церковная и княжеская оппозиция королю, обострились социальные конфликты. Мешко II не был старшим сыном Болеслава I, однако его коронация в 1025 году в Гнезно прошла без особых затруднений, а два брата короля, Безприм и Оттон Болеславович, были изгнаны из страны и нашли убежище в Киеве при дворе Ярослава Мудрого.
Король попытался продолжить активную внешнюю политику своего отца, чем вызвал недовольство императора Конрада II. Пытаясь выйти из внешнеполитической изоляции, Мешко II был вынужден в 1027 году уступить Венгрии территорию Словакии, что позволило заключить польско-венгерский союз против империи. Одновременно король решительно подавил мятеж западнопоморского князя Дитриха и ускорил процесс христианизации Поморья и Куявии.

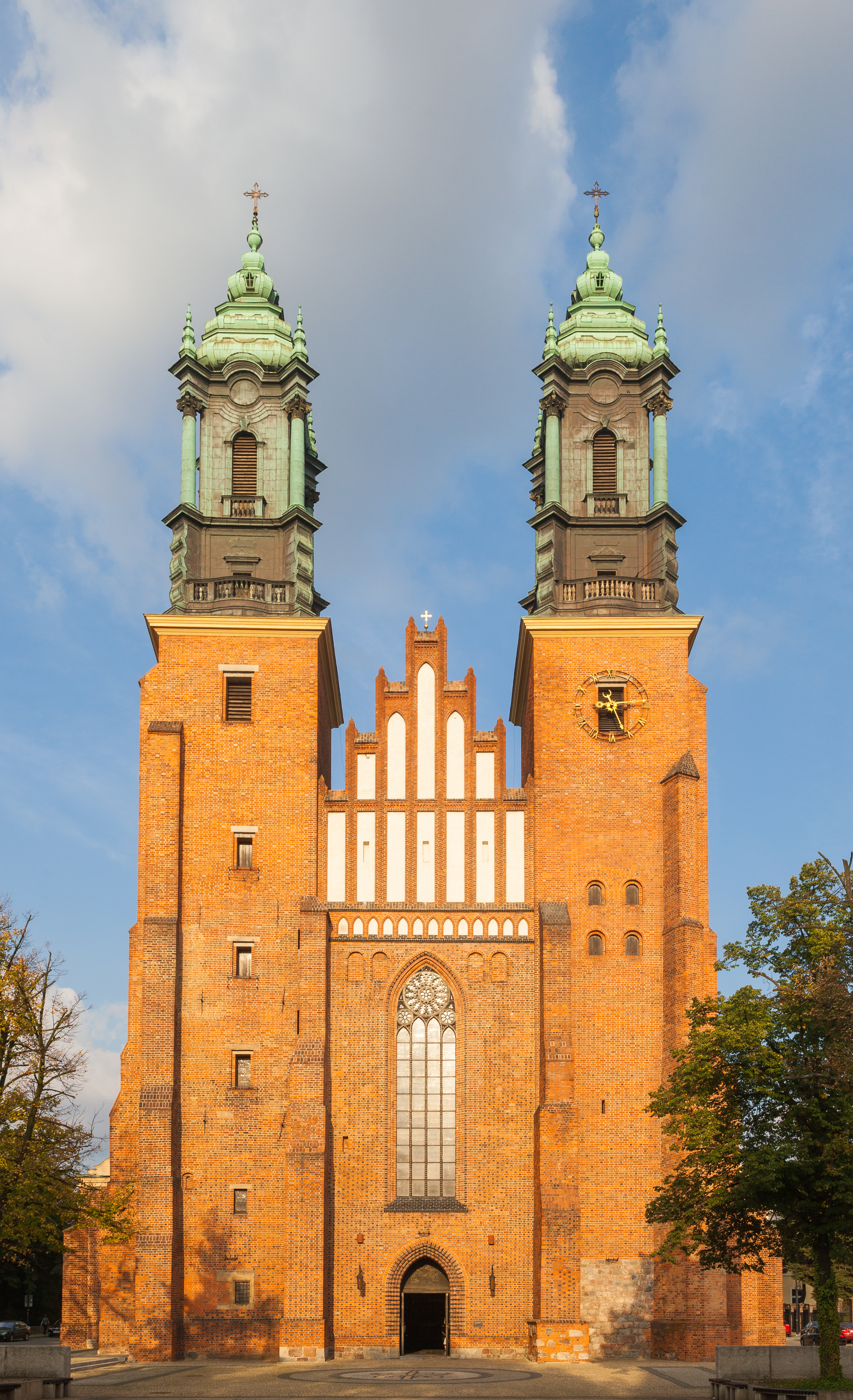
Кафедральный собор Святых Петра и Павла в Познани, где похоронены Мешко и другие польские короли

В 1028 году Мешко II совершил набег на Чехию и Саксонию. В ответ в следующем году в Силезию вторгся император Конрад II. Положение осложнилось в 1031 году, когда Венгрия заключила мир с императором и Польша вновь осталась в изоляции. В то же время на территорию польского королевства вторглась армия киевского князя Ярослава Мудрого, поддержавшего притязания Безприма на польский престол.
Пытаясь заручиться помощью императора, Мешко II заявил об отказе от Лужиц и Моравии, завоёванных Болеславом I. Однако император помощь не прислал и Мешко II был вынужден бежать в Чехию. Безприм при поддержке русских и немецких вооруженных отрядов захватил престол Польши и признал сюзеренитет императора.
В 1032 году Мешко II при помощи чешского войска удалось свергнуть Безприма и восстановить свою власть в Польше. Тем не менее, в 1033 году на Мерзебургском съезде имперских князей он был вынужден подтвердить отказ Польши от претензий на Лужицы и Моравию, а также отказаться от королевского титула. 10 или 11 мая 1034 года Мешко II был убит, по-видимому, заговорщиками из числа польских феодалов (на это указывает Готфрид Витербоский, польские же хроники считают причины его смерти естественными). Его смерть повлекла период языческого ренессанса, хаоса и беспорядков в Польше.

## Семья
Жена (с января 1013 года) — Рихеза (Рыкса) (995/96 — 1063), дочь пфальцграфа Лотарингского Эццо. Дети:
- Рихеза (Рикса) (22.09.1013 — 21.05.1075), замужем за королём Венгрии Белой I
- Казимир I Восстановитель (25.07.1016 — 28.11.1058), князь Польши (1038—1058)
- Гертруда (1025—1108), замужем за великим князем Киевским Изяславом I Ярославичем.